# Karl Lennart Kyander
Karl Lennart Kyander, född 30 juli 1854 i Leppävirta, död 25 juni 1915 i Petrograd (fram till 1914 Sankt Petersburg), var en finsk entreprenör, chargé d’affaires och riddare av den ryska Sankt Stanislausorden.

## Biografi

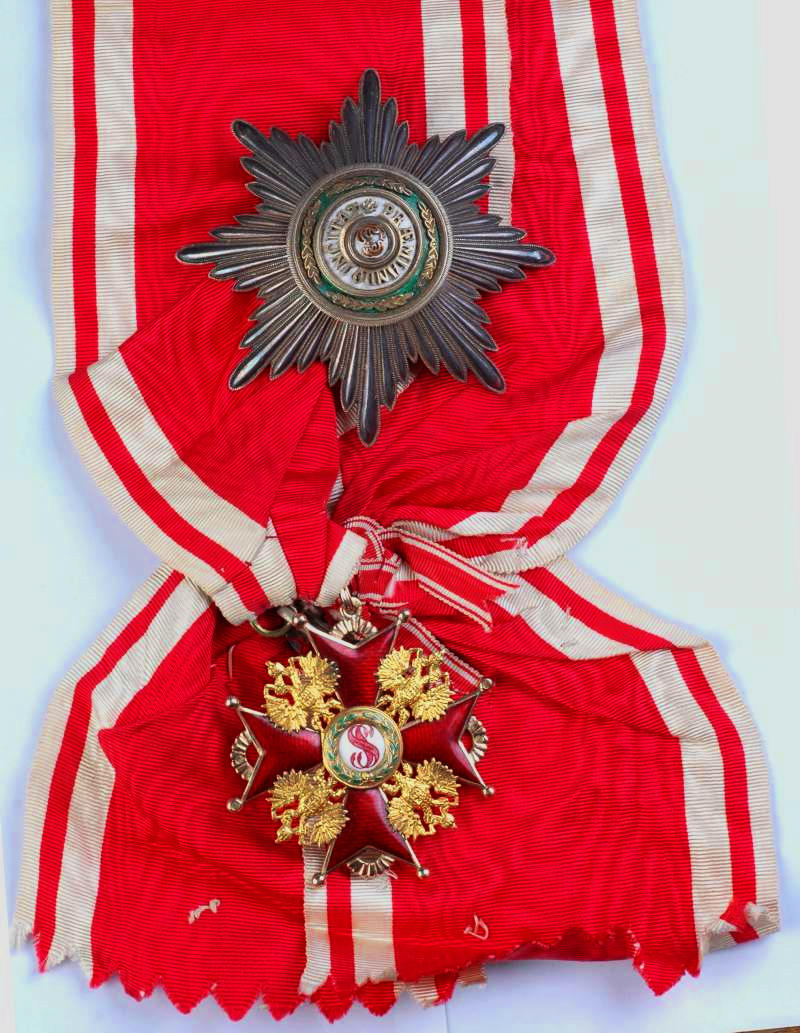
Rysk Sankt Stanislausorden, här dock 1. klass

Kyanders föräldrar var godsägaren Fredrik Kyander (1816-1881) och Matilda Hukkanen (1829-1905). Karl Lennart Kyander växte upp på Kopolanniemi herrgård i Leppävirta. Han ingick äktenskap 1883 med Anna Sofia von Essen (1854-1929), dotter till översten Gustaf Robert von Essen och Sofia Lovisa Poppius.
Karl Lennart Kyander tog studentexamen i Kuopio 1872 och kameralexamen vid Helsingfors universitet 1881. Under studietiden vistades han i Moskva på stipendium för att studera ryska.
Efter att en kort tid ha arbetat vid länsstyrelsen i Kuopio 1881 tog han tjänst som korrespondent för bröderna Nobels verksamhet i Baku i nuvarande Azerbajdzjan. Tillsammans med Oskar Levin grundlade han där en fabrik för tillverkning av eldfast tegel.
Från 1894 var Karl Lennart Kyander Finlands chargé d’affaires i Sankt Petersburg. Han innehade till följd av sin diplomatiska status kollegieråds titel i den ryska ämbetsmannahierarkin, och blev 1896 riddare av den ryska Sankt Stanislausorden, 3. klass.